# Joseph Constantine Stadler
Joseph Constantine Stadler (1755-1828) est un peintre et graveur allemand.
Il travailla en Angleterre de 1780 à 1812 et fut édité par John Boydell.
En Grande-Bretagne, Stadler a illustré, entre autres, The Thames, or Graphic Illustrations de William Combe (1794-1796), les Picturesque Scenery of Great Britain de Philippe-Jacques de Loutherbourg (1801) et les vues de Londres de Rodolphe Ackermann (1812).
Stadler a basé la plupart de ses gravures sur des dessins d'autres artistes, mais certaines étaient probablement originales.
À sa mort, il vivait à Londres dans le quartier de Knightsbridge.